# 中甸早熟禾
中甸早熟禾（学名：Poa zhongdianensis），为禾本科早熟禾属下的一个植物种。